# José Landázuri
José Landázuri – ekwadorski zapaśnik walczący w stylu klasycznym. Brązowy medalista igrzysk boliwaryjskich w 2005 roku.